# 石瑁
石瑁（1399年—1462年），字信之，山西大同府應州人，民籍，明朝政治人物。

## 生平
宣德四年（1429年）己酉科山西鄉試舉人，八年（1433年）中式癸丑科會試第六十五名，二甲第七名進士。戶部觀政，授禮科給事中，正統年間出為浙江金華府知府，在任期間開倉賑災，多有德政。後因舉薦升福建右布政使，升南京禮部左侍郎，天順四年（1460年）升禮部尚書，六年（1462年）卒。

## 軼事
《萬曆野獲編》載其老病仍忝居官位之事。

## 家族
曾祖石仲榮；祖父石□□；父石普金。母王氏；繼母曲氏。慈侍下。兄石璘、石璡。